# Boucle de corrosion
Une boucle de corrosion désigne une zone d'une installation industrielle présentant un risque homogène vis-à-vis de la corrosion. La notion de risque, également appelée criticité, fait intervenir :
- la vitesse de corrosion, la probabilité que la corrosion crée une non-conformité de la pièce pendant sa durée de vie prévue ;
- les conséquences possibles de la corrosion : fuite de matière, avec d'éventuelles conséquences pour la vie et l'environnement, voir explosion résultant de la décompression (bleve, acronyme de l'anglais boiling liquid expanding vapor explosion).

La boucle de corrosion est un concept fondamental de la stratégie d'inspection fondée sur la criticité.